# Lynn Arnold
Pour les articles homonymes, voir Arnold.
Lynn Maurice Ferguson Arnold, (né le 27 janvier 1949), est un ancien homme politique travailliste australien qui a été le 40e Premier ministre d'Australie-Méridionale entre le 4 septembre 1992 et du 14 décembre 1993.
Après avoir quitté la politique, Arnold a travaillé pour World Vision de 1997 à 2007, puis pour Anglicare SA depuis mars 2008.

## Carrière politique
Entré au Parlement en 1979, il devient ministre après l'élection du gouvernement travailliste de John Bannon en 1982. Il sera ministre de l'Éducation, de l'Enseignement supérieur, de l'agriculture et du développement.
Lynn Arnold est devenu Premier ministre d'Australie-Méridionale et leader du parti travailliste après la démission de John Bannon, après l'effondrement de la Banque d'État d'Australie-Méridionale. Toutefois, cela n'a pas apaisé la colère des électeurs travaillistes et le gouvernement Lynn Arnold estpar le Parti libéral dirigé par Dean Brown à l'élection de 1993 de l'État. La plupart des commentateurs estiment que ce revers aurait eu lieu quel que soit le chef de file.
Près d'un an après l'élection, Lynn Arnold démissionne de son poste de leader du parti travailliste puis de son poste de député. Il est remplacé en tant que leader du parti travailliste par Mike Rann.

## Après la vie politique
En août 2003, Lynn Arnold obtient un doctorat de l'université d'Adélaïde. 
Il devient directeur de la branche australienne de l'organisation humanitaire World Vision de 1997 à 2003. En 2003, il est nommé vice-président régional de World Vision International pour la région Asie-Pacifique basée à Bangkok, en Thaïlande. En octobre 2006, il  est nommé à la direction de World Vision International, chargé d'une équipe de pour le développement de l'organisation et de ses partenariats.
Le 8 décembre 2007, l'archevêque anglican d'Adélaïde annonce sa nomination en tant que directeur de  l’association caritative Anglicare SA. Arnold commence dans ce rôle le 18 mars 2008.

## Source
- (en) Cet article est partiellement ou en totalité issu de l’article de Wikipédia en anglais intitulé « Lynn Arnold » (voir la liste des auteurs).